# Шейкер (музичний інструмент)

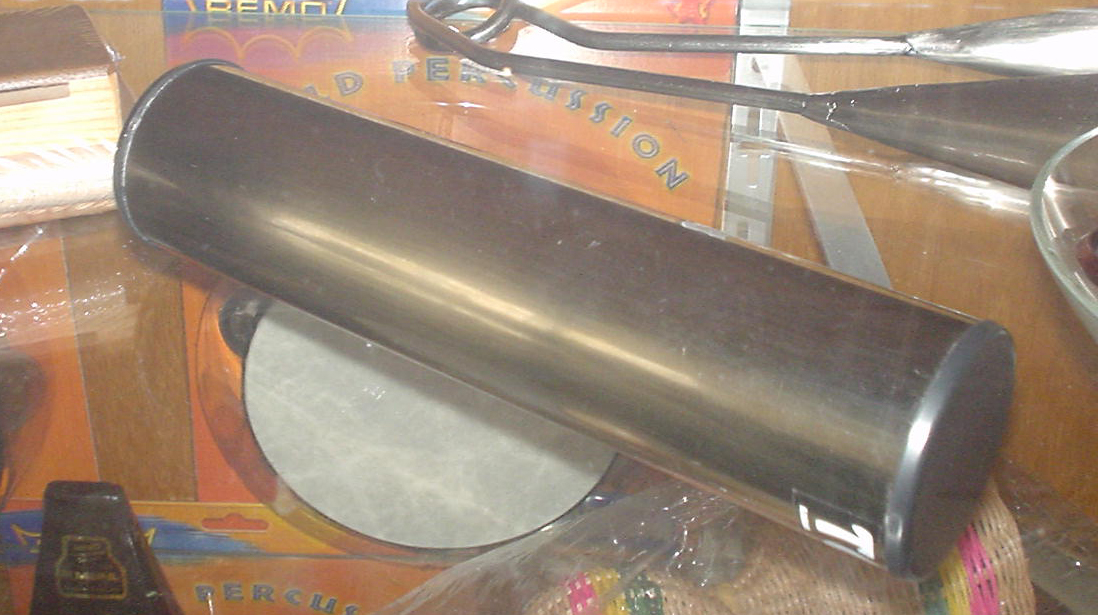
Шейкер

Шейкер (від англ. shaker — «to shake» — трясти) — назва цілого ряду ударних музичних інструментів (перкусії), які використовуються для створення ритмів, а також для надання музиці оригінального звучання. 
Шейкер являє собою закриту ємність (контейнер) з твердого матеріалу (бамбук, деревина, залізо, пластик тощо), частково наповнену дрібним сипучим матеріалом (крупний пісок, дріб, бісер, скло, зерна рослин тощо). Деякі перкусіоністи-експериментатори використовують воду для наповнення цього інструмента. Шейкери мають різноманітні розміри, форму і вид, можуть нагадувати барний шейкер для коктейлів, мати форму кулі або яйця. У аматорів роль контейнера можуть виконувати навіть пластикові пляшки або алюмінієві банки з-під газованих напоїв. Шейкери часто використовуються в популярних і традиційних музичних напрямках (фолк, етнічна, естрадна музика, джаз і навіть рок). Рок-музиканти зазвичай користуються металевими шейкерами, які мають гучніше звучання, при цьому шейкер може використовуватися нетрадиційно, наприклад, у ролі медіатора . Кожен шейкер має свій специфічний звук, тому для різних музичних стилів використовуються свої шейкери. Але найчастіше цей інструмент можна почути саме у етнічній музиці.
Для того, щоб отримати звук, по шейкеру як правило, не вдаряють, його стрясають, переміщаючи вперед і назад, вгору-вниз. При цьому частинки наповнювача стикаються між собою і з внутрішньою поверхнею шейкера, створюючи специфічне звучання інструменту. Більш різкі, уривчасті рухи забезпечують більш жорстку атаку звуку, створюючи акцент на певних долях ритму. Шейкери (як правило з дерев'яним корпусом) також можуть мати рифлену поверхню для отримання звуку за допомогою палички. Звук отримується звичайно за допомогою рук, однак на шейкерах можна грати і ногами, прикріплюючи їх до педалей або безпосередньо до взуття для того, щоб руки виконавця були вільні — наприклад, для інших музичних інструментів.